# ヴァイオント
ヴァイオント（伊: Vajont）は、イタリア共和国フリウリ＝ヴェネツィア・ジュリア州ポルデノーネ県にある、人口約1,600人の基礎自治体（コムーネ）。
1963年のヴァイオントダム災害に見舞われたエルト・エ・カッソ村の人々が移住したニュータウンであり、1971年に独立のコムーネとなった。

## 地理

### 位置・広がり
ポルデノーネ県中部のコムーネである。ヴァイオントの街は、県都ポルデノーネの北約21km、母村エルトの南東約29km、ウーディネの西北西約42km、ヴェネツィアの北北東約84kmに位置する。コムーネ面積は1.58km2で、県内で最も狭い。

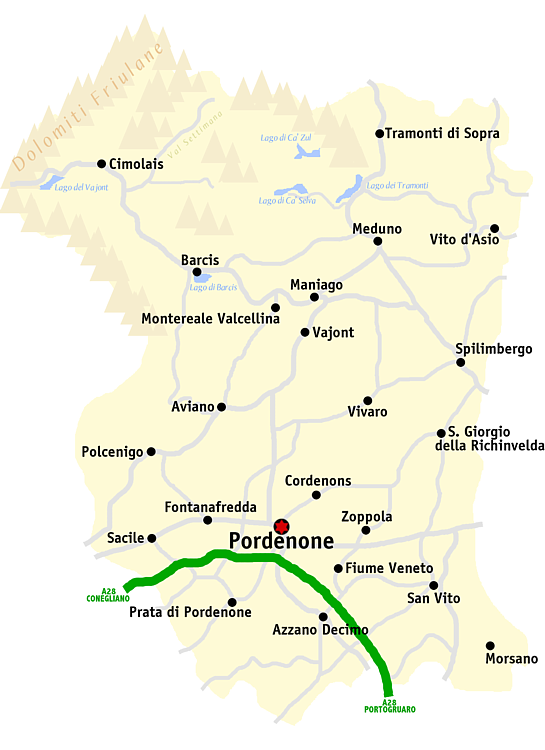
ポルデノーネ県概略図

#### 隣接コムーネ
隣接するコムーネは以下の通り。
- マニアーゴ
- モンテレアーレ・ヴァルチェッリーナ

南東を除いて三方をマニアーゴに囲まれており、南東にチェッリーナ川を隔ててモンテレアーレ・ヴァルチェッリーナと隣接する。

### 気候分類・地震分類
ヴァイオントにおけるイタリアの気候分類 (it) および度日は、zona E, 2857 GGである。
また、イタリアの地震リスク階級 (it) では、zona 1 (sismicità alta) に分類される。